# マキバオーシリーズの世界における年表
マキバオーシリーズの世界における年表（マキバオーシリーズのせかいにおけるねんぴょう）では、つの丸の競馬漫画『みどりのマキバオー』（『たいようのマキバオー』移行の作品を軸とする）における架空の出来事を年表形式に掲載する。 

## 1990年代
- 1991年
  - ミドリコが京都競馬場でエリザベス女王杯でヒロポンに完敗し、引退。[1]
- 1993年
  - 3月11日、ベアナックル 誕生。
  - 4月1日、アマゴワクチン 誕生。
  - 4月4日、ミドリマキバオー 誕生。
  - ミドリマキバオーが母・ミドリコとの再会するまで森のチュウ兵衛と出会う。[1]
- 1994年
  - マキバコ 誕生。
  - ミドリマキバオーがカスケードと初対決するが完敗。[2]
- 1995年
  - 6月、ミドリマキバオーが札幌競馬場で新馬戦デビューする。[2]
  - 12月、朝日杯3歳Sでカスケードとアマゴワクチンとの中山競馬場で初対決。[3]
- 1996年
  - ミドリマキバオーがモンゴルへ旅立ち、特訓を行う。[4]
  - 4月14日、チュウ兵衛が中山競馬場の皐月賞で落馬事故に遭う。[5]
  - 6月2日、ミドリマキバオーの相棒 チュウ兵衛が日本ダービーの表彰式の後で死去。[6]
  - 7月、ミドリマキバオーがダービーの同着直後でチュウ兵衛を失い、トラウマで走れなくなる。[7]
  - 12月22日、ミドリマキバオーが有馬記念でカスケードを倒しついに日本一になる。[8]
- 1997年
  - 1月、カスケードがマリー病で引退し、種牡馬となる。[8]
  - マキバコが未勝利戦で初勝利を飾る。[9]
  - ドバイワールドカップの第5Rでミドリマキバオーが両脚骨折し、安楽死目前してしまうが、手術で一命を取り留めた。[10]
  - 12月21日、アマゴワクチンが有馬記念で前年とは違い3着。[10]
- 1998年
  - 5月3日、アマゴワクチンが天皇賞・春ではまたもや京都競馬場での1着を取る。[10]
  - 11月1日、アマゴワクチンが天皇賞・秋でもブリッツを追い詰めるも2着。[10]
  - 12月27日、アマゴワクチンが有馬記念での失速しながらも5着として確定。[10]
- 1999年
  - 7月11日、アマゴワクチンが宝塚記念の10着の後で調教中に屈腱炎で判明し引退。[10]
  - 第一回ジャパンチャンピオンシップでブリッツとの兄弟対決。対決後、殿下の誘いで再びドバイを渡ってミドリマキバオーは現役続行。[10][11]

## 2000年代
- 2001年
  - 4月20日、ゴールデンバット 誕生。
- 2002年
  - 3月7日、ココナッツクランチ 誕生。
- 2003年
  - 殿下の馬ヒネーテが凱旋門賞を制する。[12]
- 2004年
  - 3月31日、ヒノデマキバオー、フィールオーライ 誕生。
  - ヒノデマキバオーの母・マキバコが宮蔦一家に誘拐された思いを受けてヒノデマキバオーは若ぞうからミドリマキバオー同様お守りをもらい、宮蔦一家へ向かう。[13]
- 2005年
  - 4月1日、ファムファタール 誕生。
- 2006年
  - ヒノデマキバオーが脚の不安で高知の福留厩舎に転厩。[14]
- 2007年
  - 2月12日、ダイナスティ 誕生。
  - フィールオーライが2冠馬となる。[15]
  - ヒノデマキバオーがキングスファームでフィールオーライとの出会う。[16]
  - ヒノデマキバオーが九州遠征する。[17]
  - 荒炎賞の敗戦後、ヒノデマキバオーがギガモッコスの指示により阿蘇ギガント牧場で特訓を行う。[18]
  - 12月29日、ヒノデマキバオーが東京大賞典で大井競馬場を初参戦。[19]
- 2008年
  - マウンテンロックがフェブラリーステークスを連覇。[20]
  - ヒノデマキバオーが黒船賞を制する。[21]
  - ヒノデマキバオーが第31回帝王賞を制する。[22]
  - フィールオーライが安楽死となる。[23]
- 2009年
  - ヒノデマキバオーがドバイ遠征。[24]
  - ヒノデマキバオーがゴドルフィンマイルで菅助のキツツキ戦法で制する。[25]
  - ヒノデマキバオーが帝王賞を連覇。[26]
  - ハヤトがアメリカで行われるロデオ大会に出場。[27]

## 2010年代
- 2010年
  - ヒノデマキバオーがフェブラリーステークスで中央G1制覇する。[28]
  - ヒノデマキバオーが宝塚記念で3着に敗れる。[29]
  - ヒノデマキバオーが凱旋門賞の4着を終わって引退。[30]